# Эбоа-Эбоа, Феликс
Феликс Эбоа-Эбоа (фр. Félix Eboa Eboa; род. 19 апреля 1997, Дуала) — камерунский футболист, защитник болгарского клуба «Арда».

## Клубная карьера
Уроженец Дуалы, Камерун, с 2010 года Феликс Эбоа-Эбоа тренировался в футбольной академии клуба «Пари Сен-Жермен». 15 августа 2015 года дебютировал за резервную команду ПСЖ в матче лиги Насьональ 2 против клуба «Васкеаль».
22 июня 2017 года Эбоа-Эбоа подписал свой первый профессиональный контракт с клубом «Генгам». 10 сентября 2017 года дебютировал в основном составе «Генгама» в матче французской Лиги 1 против «Лиона». 6 мая 2018 года забил свой первый гол за «Генгам» в матче против «Дижона».

## Карьера в сборной
6 июля 2015 года дебютировал сборную Камеруна в товарищеском матче против сборной Буркина-Фасо.